# 대한민국 형사소송법 제6조
대한민국 형사소송법 제6조는 토지관할의 병합심리에 대한 형사소송법의 조문이다.

## 조문
제6조(토지관할의 병합심리) 토지관할을 달리하는 수개의 관련사건이 각각 다른 법원에 계속된 때에는 공통되는 직근 상급법원은 검사 또는 피고인의 신청에 의하여 결정으로 1개 법원으로 하여금 병합심리하게 할 수 있다.

第6條(土地管轄의 倂合審理)土地管轄을 달리하는 數個의 關聯事件이 各各 다른 法院에 係屬된 때에는 共通되는 直近 上級法院은 檢事 또는 被告人의 申請에 依하여 決定으로 1個 法院으로 하여금 倂合審理하게 할 수 있다.

## 참조 조문
형사소송규칙 제2조(토지관할의 병합심리 신청 등) ① 법 제6조의 규정에 의한 신청을 함에는 그 사유를 기재한 신청서를 공통되는 직근 상급법원에 제출하여야 한다.
②검사의 신청서에는 피고인의 수에 상응한 부본을, 피고인의 신청서에는 부본 1통을 각 첨부하여야 한다.
③법 제6조의 신청을 받은 법원은 지체없이 각 사건계속법원에 그 취지를 통지하고 제2항의 신청서 부본을 신청인의 상대방에게 송달하여야 한다.
④사건계속법원과 신청인의 상대방은 제3항의 송달을 받은 날로부터 3일 이내에 의견서를 제1항의 법원에 제출할 수 있다.  <개정 1991.8.3.>

형사소송규칙 제3조(토지관할의 병합심리절차) ① 법 제6조의 신청을 받은 법원이 신청을 이유있다고 인정한 때에는 관련사건을 병합심리할 법원을 지정하여 그 법원으로 하여금 병합심리하게 하는 취지의 결정을, 이유없다고 인정한 때에는 신청을 기각하는 취지의 결정을 각하고, 그 결정등본을 신청인과 그 상대방에게 송달하고 사건계속법원에 송부하여야 한다.
②제1항의 결정에 의하여 병합심리하게 된 법원 이외의 법원은 그 결정등본을 송부받은 날로부터 7일 이내에 소송기록과 증거물을 병합심리하게 된 법원에 송부하여야 한다.

형사소송법 규칙 제7조(소송절차의 정지) 법원은 그 계속 중인 사건에 관하여 토지관할의 병합심리신청, 관할지정신청 또는 관할이전신청이 제기된 경우에는 그 신청에 대한 결정이 있기까지 소송절차를 정지하여야 한다. 다만, 급속을 요하는 경우에는 그러하지 아니하다.

형사소송법 규칙 제8조(소송기록 등의 송부방법 등) ① 제3조제2항, 제4조제3항, 제4조의2제3항 또는 제6조제3항의 각 규정에 의하여 또는 법 제8조의 규정에 의한 이송결정에 의하여 소송기록과 증거물을 다른 법원으로 송부할 때에는 이를 송부받을 법원으로 직접 송부한다.
②제1항의 송부를 한 법원 및 송부를 받은 법원은 각각 그 법원에 대응하는 검찰청검사에게 그 사실을 통지하여야 한다.[전문개정 1991.8.3.]

## 판례
- 토지관할을 달리하는 수개의 제1심 법원들에 관련사건이 계속된 경우에 그 소속 고등법원이 같은 경우에는 그 고등법원이, 소속 고등법원이 다른 경우에는 대법원이 제1심 법원들의 공통되는 직근 상급법원으로서 토지관할 병합심리 신청사건의 관할법원이 된다[1]
- 본 조에서 말하는 '각각 다른 법원'이란 사물관할은 같으나 토지관할을 달리하는 동종, 동등의 법원을 말하므로 관련사건이 마산지방법원 항소부와 부산고등법원에 각각 계속된 경우에 형사소송법 제6조에 의한 병합이 가능하지 않다[2]

## 참고 문헌
- 2011년 7월 15일 법률저널 이창현 교수의 형사교실-토지관할 병합심리 신청사건의 관할법원

## 같이 보기
- 토지관할
- 대한민국 형사소송법 제403조
- 대한민국 형사소송법 제10조
- 대한민국 형사소송법 제11조
- 대한민국 형사소송규칙